# Moussa Sissoko
Moussa Sissoko, född 16 augusti 1989 i Le Blanc-Mesnil, är en fransk fotbollsspelare som spelar som mittfältare för Watford.

## Klubbkarriär

### Tidig karriär
Sissoko har maliskt ursprung. Han började sin fotbollskarriär för Red Star Paris FC. Efter att ha fått snålt med speltid i den lokala klubben US Aulnay som ligger i Aulnay-sous-Bois, flyttade han till Toulouse FC och anslöt klubbens U14-lag. Trots stort intresse från klubbar utomlands under sin tid på ungdomsakademin, skrev han sin första professionella kontrakt på tre år i januari 2007 för Toulouse. Han gavs tröjnumret 22 och började att träna med A-laget inför starten av säsongen 2007/2008 i Ligue 1.
Sissoko gjorde sin europeiska debut i den första matchen i den tredje kvalificeringsrundan i Champions League den 15 augusti 2007 mot Liverpool. Han ersatte Albin Ebondo i den 83:e matchminuten och fick ett gult kort i den sista minuten. Han gjorde ligadebut under den första matchen säsongen 2007/2008 då han byttes in i en 1-3-förlust mot Valenciennes. Efter en rad matcher började han att bli ordinarie i startelvan, då Toulouse kom på en nedflyttningsplats. Han gjorde sitt första mål den säsongen i en 2-0-seger mot Auxerre på övertid.

### Säsongen 2008/2009
Inför säsongen 2008/2009 beslutade tränaren Alain Casanova att Moussa Sissoko skulle få spela på mittfältet med två nykomlingar i laget, dessa var Étienne Capoue från ungdomslaget och Etienne Didot, som kom från Rennes. Även om han främst användes som avbytare i början av säsongen, blev han i december ordinarie i laget och gjorde sitt första mål mot Le Mans den 7 februari 2009. Han gjorde även mål mot titeljagarna Bordeaux och Paris Saint-Germain som hjälpte ett nytt Toulouse att avsluta säsongen som 4:a, vilket betydde att klubben fick kvala till den nybildade UEFA Europa League. Sammanlagt gjorde han 40 matcher och 5 mål. Han blev nominerad till Ligue 1 Young Player of the Year, tillsammans med lagkamraten Étienne Capoue.

### Watford
Den 27 augusti 2021 värvades Sissoko av Watford, där han skrev på ett tvåårskontrakt.

### Nantes
Den 1 juli 2022 värvades Sissoko av Nantes, där han skrev på ett tvåårskontrakt.

### Återkomst i Watford
Den 10 juli 2024 blev Sissoko klar för en återkomst i Watford, där han skrev på ett tvåårskontrakt.

## Landslagskarriär
Sissoko har spelat för Frankrikes U16-, U17- samt U18-landslag. Han kallades till Frankrikes U21-landslag för första gången i deras vänskapsmatch mot Bosnien och Hercegovina den 9 september 2008. Han har spelat 12 matcher och gjort ett mål, som kom mot England. Den 3 augusti blev han för första gången uttagen till Frankrikes A-landslag i en kvalmatch till Fotbolls-VM 2010 mot Färöarna.
Sissoko var med i Frankrikes trupp till EM 2016 i Frankrike, där laget gick hela vägen till final men där det blev förlust med 1-0 mot Portugal.

## Karriärstatistik
| Klubb              | Säsong             | Liga               | Liga    | Liga | Nationell cup | Nationell cup | Ligacup | Ligacup | Internationellt | Internationellt | Övrigt  | Övrigt | Totalt  | Totalt |
| Klubb              | Säsong             | Division           | Matcher | Mål  | Matcher       | Mål           | Matcher | Mål     | Matcher         | Mål             | Matcher | Mål    | Matcher | Mål    |
| ------------------ | ------------------ | ------------------ | ------- | ---- | ------------- | ------------- | ------- | ------- | --------------- | --------------- | ------- | ------ | ------- | ------ |
| Toulouse           | 2007/2008          | Ligue 1            | 30      | 1    | 1             | 1             | 1       | 0       | 2               | 0               | —       | —      | 34      | 2      |
| Toulouse           | 2008/2009          | Ligue 1            | 35      | 4    | 4             | 1             | 1       | 0       | —               | —               | —       | —      | 40      | 5      |
| Toulouse           | 2009/2010          | Ligue 1            | 37      | 7    | 1             | 0             | 2       | 0       | 7               | 1               | —       | —      | 47      | 8      |
| Toulouse           | 2010/2011          | Ligue 1            | 36      | 5    | 1             | 0             | 1       | 1       | —               | —               | —       | —      | 38      | 6      |
| Toulouse           | 2011/2012          | Ligue 1            | 35      | 2    | 1             | 0             | 1       | 0       | —               | —               | —       | —      | 37      | 2      |
| Toulouse           | 2012/2013          | Ligue 1            | 19      | 1    | 1             | 0             | 2       | 0       | —               | —               | —       | —      | 22      | 1      |
| Toulouse           | Totalt             | Totalt             | 192     | 20   | 9             | 2             | 8       | 1       | 9               | 1               | —       | —      | 218     | 24     |
| Newcastle United   | 2012/2013          | Premier League     | 12      | 3    | 0             | 0             | 0       | 0       | 6               | 0               | —       | —      | 18      | 3      |
| Newcastle United   | 2013/2014          | Premier League     | 35      | 3    | 1             | 0             | 2       | 0       | —               | —               | —       | —      | 38      | 3      |
| Newcastle United   | 2014/2015          | Premier League     | 34      | 4    | 0             | 0             | 4       | 1       | —               | —               | —       | —      | 38      | 5      |
| Newcastle United   | 2015/2016          | Premier League     | 37      | 1    | 1             | 0             | 1       | 0       | —               | —               | —       | —      | 39      | 1      |
| Newcastle United   | Totalt             | Totalt             | 118     | 11   | 2             | 0             | 7       | 1       | 6               | 0               | —       | —      | 133     | 12     |
| Tottenham Hotspur  | 2016/2017          | Premier League     | 25      | 0    | 4             | 0             | 0       | 0       | 5               | 0               | —       | —      | 34      | 0      |
| Tottenham Hotspur  | 2017/2018          | Premier League     | 33      | 1    | 6             | 0             | 2       | 1       | 6               | 0               | —       | —      | 47      | 2      |
| Tottenham Hotspur  | 2018/2019          | Premier League     | 29      | 0    | 0             | 0             | 5       | 0       | 10              | 0               | —       | —      | 44      | 0      |
| Tottenham Hotspur  | 2019/2020          | Premier League     | 29      | 2    | 0             | 0             | 0       | 0       | 6               | 0               | —       | —      | 35      | 2      |
| Tottenham Hotspur  | 2020/2021          | Premier League     | 25      | 0    | 3             | 0             | 4       | 1       | 10              | 0               | —       | —      | 42      | 1      |
| Tottenham Hotspur  | Totalt             | Totalt             | 141     | 3    | 13            | 0             | 11      | 2       | 37              | 0               | —       | —      | 202     | 5      |
| Watford            | 2021/2022          | Premier League     | 36      | 2    | 1             | 0             | 1       | 0       | —               | —               | —       | —      | 38      | 2      |
| Nantes             | 2022/2023          | Ligue 1            | 30      | 2    | 5             | 0             | —       | —       | 8               | 0               | 1       | 0      | 44      | 2      |
| Nantes             | 2023/2024          | Ligue 1            | 26      | 0    | 2             | 0             | —       | —       | —               | —               | —       | —      | 28      | 0      |
| Nantes             | Totalt             | Totalt             | 56      | 2    | 7             | 0             | —       | —       | 8               | 0               | 1       | 0      | 72      | 2      |
| Watford            | 2024/2025          | Championship       | 11      | 1    | 0             | 0             | 0       | 0       | —               | —               | —       | —      | 11      | 1      |
| Totalt i karriären | Totalt i karriären | Totalt i karriären | 554     | 39   | 32            | 2             | 27      | 4       | 60              | 1               | 1       | 0      | 674     | 46     |

1. ↑  Inkluderar Coupe de France och FA-cupen.
2. ↑  Inkluderar Coupe de la Ligue och Engelska Ligacupen.
3. 1 2 3 4  Matcher i Uefa Champions League.
4. 1 2 3 4  Matcher i Uefa Europa League.
5. ↑  Fyra matcher i Uefa Champions League och en match i Uefa Europa League.
6. ↑  Match i Trophée des Champions